# Guamiranga
Guamiranga is een gemeente in de Braziliaanse deelstaat Paraná. De gemeente telt 7.918 inwoners (schatting 2009).